# Sapahi (Bara)
Sapahi (nep. सपही) – gaun wikas samiti w środkowej części Nepalu w strefie Narajani w dystrykcie Bara. Według nepalskiego spisu powszechnego z 2001 roku liczył on 1635 gospodarstw domowych i 8989 mieszkańców (4571 kobiet i 4418 mężczyzn).